# Cycnia tenerosa
Cycnia tenerosa là một loài bướm đêm thuộc phân họ Arctiinae, họ Erebidae.